# Сонам Дракпа
Дракпа Чанчуб (тиб. བསོད་ནམས་གྲགས་པ; 1359—1408) — 5-й десі (регент-володар) Тибету в 1381—1385 роках. У китайських джерелах відомий як Сонан Цзясібай Цзяньцанбу.

## Життєпис
Належав до династії Пагмодрупа. Третій син Рінчена Дордже. Народився 1359 року. У віці 9 років він був підведений до настоятеля монастиря Цетханг, змінивши свого старшого брата Дракпу Рінчена. Став спочатку послушником, а згодом прийняв чернечі обітниці. Мав чернече буддійське виховання.
1381 року після зречення брата Дракпи Чанчуба став новим десі Тибету. Його панування тибетці вважали особливо процвітаючим через щорічні великі врожаї. Тому він отримав прізвисько «Щасливий володар».
1385 року за незрозумілих обставин вимушен був зректися влади, формально через погане здоров'я. Владу перебрав його стриєчний брат Дракпа Г'ялцен. 1388 року мінський імператор Чжу Юаньчжан, продовжуючи свою політику щодо отримання зверхності над Тибетом, надав десі титул гуандін-гоші (державного наставника).
Решту життя Сонам Дракпа провів у монастирі Тель, де займався духовними практиками. 1405 року оголосив себекунпаном (відлюдником). Помер 1408 року.